# Paul Gobeil
Paul Gobeil (né le 1er mars 1942 à Saint-Rémi-de-Tingwick) est un comptable, homme d'affaires et homme politique québécois.
Il est le fils de Jean-Marie Gobeil et Marie-Reine Potvin. Il a épousé Marie Deschamps.

## Biographie
Paul Gobeil a étudié au Collège de Victoriaville et a obtenu son baccalauréat ès arts de l'Université Laval en 1961. Il a poursuivi ses études à l'Université de Sherbrooke, obtenant un baccalauréat en commerce en 1963, une maîtrise en commerce l'année suivante, et une maîtrise en sciences comptables en 1965. Il est également diplômé du Advanced Management Program de la Harvard Business School en 1981.
Il a obtenu le titre de comptable agréé en 1965, puis a travaillé pour différents cabinets à titre de partenaire ou d'associé. En 1974, il est entré chez Provigo, important distributeur et détaillant québécois de produits alimentaires. Il y a gravi les échelons, devenant vice-président Finances en 1981, vice-président exécutif en 1983 et président et directeur général de Provigo Distribution en 1985. Il a aussi été président et chef des opérations de la chaîne de supermarchés Loeb (en), appartenant alors à Provigo.

### Politique
Paul Gobeil a été candidat du Parti libéral du Québec dans la circonscription de Verdun aux élections générales de 1985. Il faisait alors partie d'un groupe de nouveaux venus en politique, parmi lesquels plusieurs personnes du milieu des affaires, qui se sont joints à Robert Bourassa qui tentait de revenir au pouvoir. Il a été élu avec 64 % des voix. Dès la formation du gouvernement dirigé par Robert Bourassa, il est nommé président du Conseil du trésor du Québec et ministre délégué à l'Administration. Le premier ministre lui demande de présider un « comité des sages » sur la réduction du rôle de l'État. Le rapport de ce comité, publié en 1986, propose entre autres la suppression de nombreux organismes gouvernementaux, la privatisation de sociétés d'État et une vaste décentralisation des budgets,. Cette proposition de politique, surnommée l'« État-Provigo » en référence à l'« État-providence » qu'elle visait à abolir, ne fut que peu mise en action par le gouvernement Bourassa. En juin 1988, lors d'un remaniement ministériel, il est nommé ministre des Affaires internationales. Il ne se représente pas aux élections de 1989.

### Retour à l'entreprise privée
Après avoir quitté la vie politique, Paul Gobeil est recruté au poste de vice-président de Métro-Richelieu (aujourd'hui Metro), concurrent direct de son ancien employeur Provigo; il occupe toujours ce poste en 2013. Par ailleurs, il est ou a été membre du conseil d'administration de plusieurs sociétés, parmi lesquelles Eurocopter Canada, EADS Canada, Groupe Canam, Domtar, Hydro-Québec International et Trust Royal. Il s'est fortement engagé auprès de l'Université de Sherbrooke, étant en particulier président de la Fondation de l'Université de 1997 à 2001 et président du Conseil d'administration de 2000 à 2003. Il 
œuvre également dans plusieurs organismes culturels et caritatifs, particulièrement dans la région de l'Estrie.

### Vie privée
Paul Gobeil est le conjoint de Marie Deschamps, juge à la Cour suprême du Canada de 2002 à 2012.

## Distinctions et prix
Reçut le titre de fellow de l'Ordre des comptables agréés du Québec en 1986. Il est récipiendaire du Mérite estrien en 2002 et d'un doctorat honoris causa de l'Université de Sherbrooke en 2005.